# میگل دلیبس
 میگل دلیبس (انگلیسی: Miguel Delibes Setién؛ ۱۷ اکتبر ۱۹۲۰ – ۱۲ مارس ۲۰۱۰) یک نویسنده اهل اسپانیا بود. یکی از برجسته‌ترین چهره‌های ادبیات معاصر جهان و از نمایندگان معتبر سبک رئالیسم اجتماعی در ادبیات داستانی معاصر بود.

## زندگی‌نامه
میگل دلیبس در ۱۷ اکتبر ۱۹۲۰ در وایادولید در شمال اسپانیا به دنیا آمد. دلیبس در داستان‌ها و گزارش‌های ادبی خود، به تحولات تاریخی اسپانیا، به ویژه به سیر کشور در دوران ژنرال فرانکو و حاکمیت نظامی او می‌پرداخت. رمان «پنج ساعت با ماریو» (Cinco horas con Mario) که در سال ۱۹۶۶ منتشر شد، گفتاری است در ۲۷ فصل در شکل‌گیری دیکتاتوری نظامی ژنرال فرانکو و حاکمیت جنبش واپسگرای فالانژ در اسپانیای پس از پایان جنگ داخلی، در سال ۱۹۳۹. این رمان، مانند برخی دیگر از کارهای دلیبس به فیلم سینمایی برگشته است. دلیبس داستان «مرتد» (El hereje)، یکی از آخرین آثار اوست دلیبس نویسنده‌ای گوشه‌گیر بود که کمتر مصاحبه می‌کرد و به ندرت در اجتماعات ظاهر می‌شد. بسیاری از منتقدان ادبی دلیبس را برای دریافت جایزه نوبل نامزدی شایسته می‌دانستند، اما دلیبس در انزوایی خودخواسته، از هر نوع جنجال و تبلیغ برای خود دوری می‌کرد. دلیبس، مبتلا سرطان روده بود و در روزهای آخر عمرش به وخامت گذاشت، تا آن که او پس از یک بیماری طولانی در بامداد جمعه ۱۲ مارس ۲۰۱۰ در سن ۸۹ سالگی در زادگاهش درگذشت.

## جوایز
او در طول زندگی حرفه‌ای خود جوایز ادبی بسیاری دریافت کرد، از جمله در سال ۱۹۹۳ جایزه سروانتس، مهمترین جایزه ادبی اسپانیا را از آن خود کرد.

## کتابشناسی
میگل دلیبس نزدیک ۶۰ اثر منتشر کرد. برخی از آثار دلیبس مانند موش‌ها به زبان‌های گوناگون ترجمه شده‌اند.
- «پنج ساعت با ماریو» (۱۹۶۶)
- «دیوانگان مقدس» (۱۹۸۲)
- «مرتد» (۱۹۹۸)